# 路克·唐諾德
路克·唐諾德，MBE（Luke Donald，1977年12月7日—）是一位英國職業高爾夫球選手。他主要在美國參加PGA巡迴賽的賽事。但也參加PGA歐洲巡迴賽。他在2006年首次進入世界排名前10位之列。在2011年5月，他創下職業生涯的排名最高紀錄世界第1名。

## 外部連結
- PGA巡迴賽網站上的介紹
- PGA歐洲巡迴賽網站上的介紹